# Le Temple-sur-Lot
Le Temple-sur-Lot település Franciaországban, Lot-et-Garonne megyében. Lakosainak száma 1112 fő (2022. január 1.). Le Temple-sur-Lot Fongrave, Castelmoron-sur-Lot, Dolmayrac, Granges-sur-Lot, Montpezat, Saint-Étienne-de-Fougères és Sainte-Livrade-sur-Lot községekkel határos.

## Népesség
A település népességének változása:
| Lakosok száma | 954  | 902  | 933  | 991  | 1001 | 1004 | 1027 | 1048 | 1059 | 1112 |
|               | 1968 | 1982 | 1990 | 2006 | 2013 | 2015 | 2017 | 2019 | 2020 | 2022 |